# Michel Bruyninckx
Michel Bruyninckx est un entraîneur de football belge.

## Biographie
Après avoir été directeur technique de l'académie des jeunes et entraîneur des jeunes de plusieurs clubs de football professionnels, dont le RSC Anderlecht, Michel Bruyninckx a été directeur de l'académie des jeunes du Standard de Liège en 2012. En 2013, il a travaillé pour l' Aspire Academy (Qatar) en tant que co-directeur chargé de la refonte des programmes de formation.
Ses recherches, sa spécialisation et son expérience dans le domaine lui ont permis de concevoir la méthode CogiTraining ainsi que la pratique de SenseBall, une méthode d'entraînement qui combine l'entraînement de football avec des exercices neurologiques pour améliorer le développement cognitif de l'athlète et améliorer ses compétences footballistiques. Alors qu'un footballeur professionnel touche le ballon en moyenne 50.000 fois en une saison, avec SenseBall, il le touche 500.000 fois.
Michel Bruyninckx affiné sa méthode en collaboration avec l'URBSFA et l'Université catholique de Louvain sur une période de 11 ans entre 2000 et 2011 et est maintenant considéré par certains comme le « gourou du cerveau » et par certains la personne à qui l'on doit le développement de la génération actuelle des stars mondiales en Belgique.
Michel a formé et conseillé de nombreux jeunes footballeurs devenus professionnels parmi lesquels Dries Mertens ( FC Napoli ), Steven Defour ( Burnley FC ), Sven Kums  ( RSC Anderlecht ), Omar El Kaddouri ( PAOK FC ), Faris Haroun ( Royal Antwerp FC ), Imke Courtois ( Standard de Liège (femmes) ).
Michel Bruyninckx est actuellement conférencier dans le monde entier sur l'apprentissage central du cerveau basé sur la neurologie cognitive, la neuropsychologie et la neurobiologie du sport. L'importance de l'intelligence dans le football moderne l'a amené à être régulièrement consulté par de nombreux clubs et associations de football professionnels à travers le monde, parmi lesquels l'AC Milan, le FC Metz, le Sporting Kansas City, KRC Genk, Altınordu FK ou le FC Lugano.
Outre l’aspect sportif, la méthode de Michel Bruyninckx, en développant et en organisant le cerveau, améliore l’apprentissage à l’école. Après avoir utilisé cette méthode pendant un an, les résultats scolaires des enfants s'améliorent en moyenne de 10%, ce qui peut s'expliquer en partie par une meilleure capacité de concentration.